# Fenner Brockway, Baron Brockway

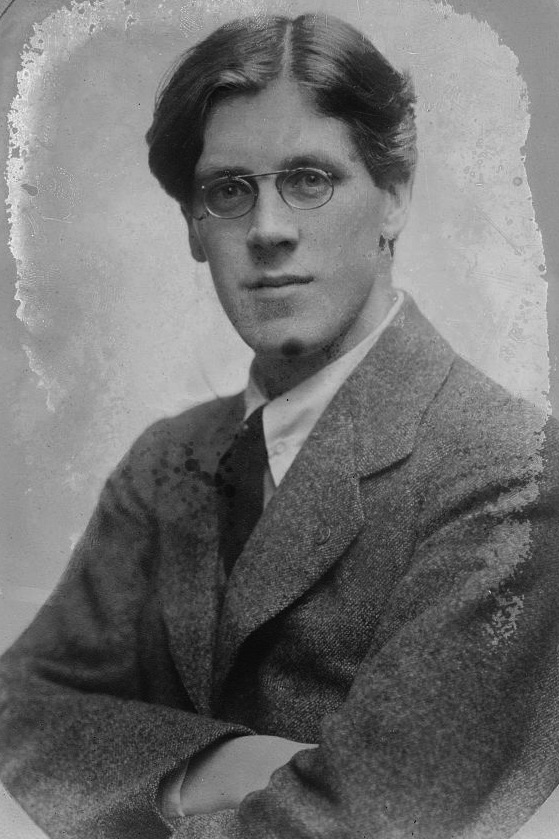
Fenner Brockway (Fotografie um 1910)

Archibald Fenner Brockway, Baron Brockway (* 1. November 1888 in Kalkutta; † 28. April 1988 in Watford, Hertfordshire) war ein britischer Journalist, Publizist, Politiker der Independent Labour Party (ILP) sowie der Labour Party, der mit Unterbrechungen sechzehn Jahre lang Abgeordneter des britischen Unterhauses war und 1964 als Life Peer aufgrund des Life Peerages Act 1958 Mitglied des britischen Oberhauses wurde. Der Pazifist und Kernwaffengegner gehörte 1958 zu den Mitgründern der Friedensbewegung Campaign for Nuclear Disarmament (CND).

## Leben

### Schulausbildung, Liberaler und Sozialist
Brockway, Sohn eines in Indien tätigen christlichen Missionars absolvierte seine schulische Ausbildung an der School for the Sons of Missionaries in Blackheath. Er interessierte sich bereits als Schüler für politische Themen und war bei den Wahlen zum London County Council 1905 im Wahlkampfteam der Liberal Party tätig. Nach Beendigung seiner schulischen Ausbildung arbeitete er im Büro der vom Verlag Cassell herausgegebenen monatlich erscheinenden Zeitschrift Quiver sowie 1906 bei den Unterhauswahlen 1906 als Wahlkampfassistent der Liberal Party in Tunbridge Wells.
In dieser Zeit begann Brockway mit der Lektüre der Werke von Autoren der politischen Linke wie William Morris, Robert Blatchford, George Bernard Shaw, H. G. Wells und Edward Carpenter. Kurz darauf nahm er eine Stellung als Journalist bei der Tageszeitung Daily News auf und führte 1907 ein Interview mit dem Mitbegründer der Labour Party, Keir Hardie. Dieses Interview war für ihn so prägend, dass er von einem Liberalen zu einem Sozialisten wurde und dies mit den Worten beschrieb: ‚I went to Hardie as a Young Liberal and left him as a Young Socialist‘. Er trat daraufhin der Social Democratic Federation (SDF) bei, verließ diese aber bereits wenige Monate später aufgrund einer Rede von Harry Quelch, einem der Führer der SDF.

### Politischer Journalist, Pazifist und Gegner des Ersten Weltkrieges
Danach wurde er Mitglied der Independent Labour Party (ILP) und besuchte zugleich auch Treffen der Fabian Society, bei denen er auch an Lesungen von George Bernard Shaw teilnahm. Während dieser Zeit arbeitete er als Reporter bei der Zeitung The Christian Commonwealth, für die er wöchentliche Interview mit radikalen Denkern jener Zeit führte. Dadurch kam er neben Shaw auch in persönlichen Kontakt zu Persönlichkeiten wie Edward Carpenter, H. G. Wells und William Crawford Anderson. Dieser war vom Schreibstil des jungen Journalisten so beeindruckt, dass er ihn zum stellvertretenden Chefredakteur von The Labour Elector berief, der Parteizeitung der ILP.
1913 wurde Brockway im Alter von 25 Jahren Chefredakteur von The Labour Elector. Als solcher unterstützte er den Pazifismus und lehnte einen Eintritt Großbritanniens in den Ersten Weltkrieg strikt ab. Trotz der materiellen Probleme in dieser Zeit gelang der Zeitung eine Steigerung der Auflage von 40.000 auf 80.000 Exemplare.
Nach Ausbruch des Ersten Weltkriegs gründete er gemeinsam mit Clifford Allen No-Conscription Fellowship (NCF), eine Organisation zur Unterstützung der Kriegsdienstverweigerung junger Männer. Zu anderen bekannten Unterstützern der NCF gehörten Bertrand Russell, Philip Snowden, Robert Smillie, C. H. Norman, William Mellor, Arthur Ponsonby, Guy Aldred, Alfred Salter, Duncan Grant, Wilfred Wellock, Maude Royden, Max Plowman, John Clifford, Cyril Joad, Alfred Mason, Winnie Mason, Alice Wheeldon, William Wheeldon, John S. Clarke, Arthur McManus, Hettie Wheeldon und Margaret Storm Jameson.

### Verhaftungen und Inhaftierungen während des Ersten Weltkrieges
Im August 1915 kam es zu Durchsuchungen von Büroräumen der Arbeiterbewegung in Manchester. Brockway selbst wurde der Veröffentlichung aufrührerischer Schriften angeklagt. Obwohl die Regierung in diesem Verfahren unterlag, kam es bald darauf zu Durchsuchungen von Buchhandlungen in London und Manchester und dabei zur Beschlagnahmung von durch die ILP produzierter Werke wie zum Beispiel des von Brockway verfassten Abrüstungsschrift The Devil’s Business.
1916 wurden Brockway und Clifford Allen wegen der Verbreitung eines Flugblattes gegen die Einführung der Einberufung verhaftet. Nachdem beide die Zahlung einer Geldstrafe verweigerten, wurde sie zu zwei Monaten Freiheitsstrafe im Pentonville-Gefängnis. Kurz nach seiner Freilassung wurde er erneut aufgrund des Wehrdienstgesetzes (Military Service Act) festgenommen und verbüßte seine Freiheitsstrafe im Tower of London, Chester Castle sowie zuletzt im Walton Prison in Liverpool. Während seiner Inhaftierung setzte er seine schriftstellerische Tätigkeit fort und verfasste eine Darstellung der Schlacht von Passendale während der Dritten Flandernschlacht, nachdem er einen fahnenflüchtigen Soldaten im Gefängnis getroffen hatte. Nach der Entdeckung dieser Schrift wurde er zu sechs Tagen Wasser und Brot verurteilt.
Brockway wurde wie zahlreiche andere Kriegsdienstgegner erst sechs Monate nach Kriegsende Anfang 1919 aus der Haft entlassen.

### Erste Wahlzeit als Unterhausabgeordneter
Mittlerweile hatte Katharine Glasier seine Funktion als Chefredakteurin von The Labour Leader übernommen, so dass er sich auf seine Arbeit als Organisator der India League konzentrieren konnte, eine Organisation zur Forderung der Unabhängigkeit Indiens, sowie von 1926 bis zu seiner Ablösung durch Arthur Ponsonby 1934 als Vorsitzender der Antikriegsbewegung (War Resisters’ International).
Während des Generalstreiks 1926 wurde er Chefredakteur von The British Worker, der Zeitung des Dachverbandes der Gewerkschaften TUC (Trades Union Congress). 1926 wurde er darüber hinaus als Nachfolger von H. N. Brailsford auch Chefredakteur der in New Leader umbenannten Zeitung The Labour Leader und hatte diese Funktion bis zu seiner Ablösung durch John Paton 1931 inne.
Bei den Unterhauswahlen vom 30. Mai 1929 wurde Brockway für die mittlerweile der Labour Party beigetretenen ILP im Wahlkreis Leyton East zum Abgeordneten in das House of Commons gewählt. Er gehörte aber zu den Gegnern der von Premierminister Ramsay MacDonald am 25. August 1931 gebildeten Nationalen Regierung (National Government), so dass er sein Unterhausmandat bei den Wahlen vom 27. Oktober 1931 wieder verlor. Wenige Monate später kam es wieder zur Trennung der ILP von der Labour Party und er fungierte von 1931 bis zu seiner Ablösung durch James Maxton 1933 zunächst als Vorsitzender der ILP, ehe er im Anschluss zwischen 1933 und 1939 Generalsekretär der ILP war.

### Gegner des Faschismus, Spanischer Bürgerkrieg und Zweiter Weltkrieg
Mit dem Beginn faschistischer Diktaturen in Europa Anfang der 1930er Jahre begann er sich Gedanken über die politischen Möglichkeiten des Pazifismus zu machen und unterstützte in der Folgezeit den Widerstand gegen Francisco Franco in Spanien und Adolf Hitler in Deutschland. 1936 gehörte zu den Unterstützern der Internationalen Brigaden im Spanischen Bürgerkrieg und stattete im Sommer 1937 Barcelona einen Besuch ab. Dabei traf er George Orwell, der für die Partido Obrero de Unificación Marxista (POUM) am Bürgerkrieg teilnahm, aber auch spanische Politiker wie Francisco Largo Caballero.
Brockways Erfahrungen dieser Zeit im Spanischen Bürgerkrieg hatten auch Einfluss auf seine pazifistische Einstellung und er vertrat die folgende Ansicht:
„Eine Gesellschaft wird nach einem anarchistischen Sieg wie im Falle des Spanischen Bürgerkrieges eine weit größere Freiheit haben als nach einem Sieg der Faschisten. Dies ist aber nicht durch die Summe der Gewalt guter oder schlechter Ergebnisse bedingt, sondern durch die Ideen, den Sinn menschlicher Werte, und über all dem durch die sozialen Kräfte dahinter. Durch diese Realisierung, wenngleich meine Natur gegen die Tötung menschlicher Geschöpfe genauso rebelliert wie die Natur dieser katalanischen Bauern, verschwindet die grundlegende Basis meiner alten Philosophie.“
“There is no doubt that the society resulting from an anarchist victory (during the Spanish Civil War) would have far greater liberty and equality than the society resulting from a fascist victory. Thus I came to see that it is not the amount of violence used which determines good or evil results, but the ideas, the sense of human values, and above all the social forces behind its use. With this realisation, although my nature revolted against the killing of human beings just as did the nature of those Catalonian peasants, the fundamental basis of my old philosophy disappeared.”
Diese Änderungen in seiner bis dahin pazifistischen Denkweise führten letztlich auch dazu, dass er den Eintritt und die Beteiligung Großbritanniens während des Zweiten Weltkrieges unterstützte. Hierzu führte er aus:
„Alles in meiner Natur war gegen Krieg. Ich könnte mich niemals jemanden anderen töten sehen und ich hielt niemals eine Waffe in meinen Händen. Aber ich sah, dass Hitler und der Nazismus hauptsächlich für das Herbeiführen des Krieges verantwortlich waren und ich konnte niemals deren Sieg in Erwägung ziehen. In gewissem Sinne begründete der Spanische Bürgerkrieg dieses Dilemma für mich; ich konnte Pazifismus nicht länger rechtfertigen, solange es eine faschistische Bedrohung gab.“
“It was in all my nature opposed to war. I could never see myself killing anyone and had never held a weapon in my hands. But I saw that Hitler and Nazism had been mainly responsible for bringing the war and I could not contemplate their victory. In a sense, the Spanish Civil War settled this dilemma for me; I could no longer justify pacifism when there was a fascist threat.”
Während dieser Zeit setzte er sich auch für die Freilassung von politischen Gefangenen der Kommunistischen Partei-Opposition ein wie auch in der Nachkriegszeit von Personen wie dem Gewerkschaftsfunktionär Josef Bergmann.

### Nachkriegszeit, Unterhausabgeordneter und Oberhausmitglied

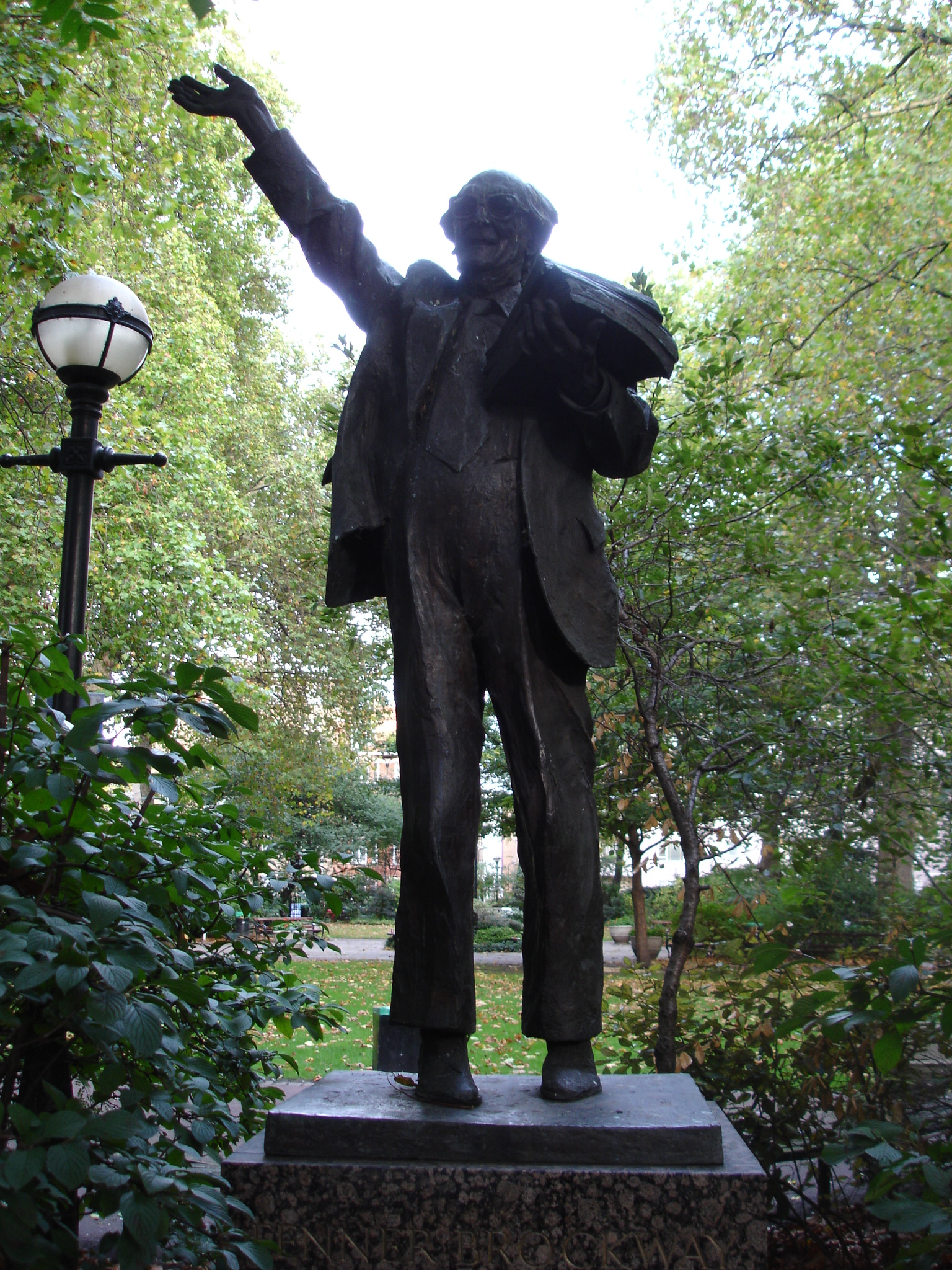
Statue von Fenner Brockway in London

Nach Kriegsende trat Brockway erneut der Labour Party bei und wurde als deren Kandidat bei den Unterhauswahlen vom 23. Februar 1950 im Wahlkreis Eton and Slough abermals als Abgeordneter in das House of Commons gewählt. Im Unterhaus schloss er sich zwar der linksgerichteten Tribune Group unter Führung von Gesundheitsminister Aneurin Bevan an, war aber in der Frage der Kernwaffenpolitik anderer Ansicht als Bevan, der später Außenminister im Schattenkabinett sowie stellvertretender Vorsitzender der Labour Party war.
1958 gehörte Brockway zusammen mit Bertrand Russell, Victor Gollancz, John Boynton Priestley, John Collins und Michael Foot zu den Mitbegründern der Friedensbewegung Campaign for Nuclear Disarmament (CND).
Seine linksgerichteten Ansichten trugen aber auch zu Einbußen bei seiner Wählerschaft bei, so dass er entgegen dem landesweiten Trend sein Unterhausmandat bei den Unterhauswahlen am 15. Oktober 1964 an den Kandidaten der Conservative Party, Anthony Meyer, verlor.
Kurz darauf wurde Brockway auf Vorschlag des neuen Premierminister Harold Wilson durch ein Letters Patent vom 17. Dezember 1964 aufgrund des Life Peerages Act 1958 als Life Peer mit dem Titel Baron Brockway, of Eton and Slough in the Royal County of Berkshire, in den Adelsstand erhoben und gehörte damit bis zu seinem Tod dem House of Lords als Mitglied an.
In der Folgezeit war er Vorsitzender der Bewegung für koloniale Freiheit (Movement for Colonial Freedom) und organisierte in dieser Funktion zum Beispiel mit Barbara Castle, Anthony Greenwood und Tony Benn eine Kampagne gegen die Apartheid in Südafrika. Des Weiteren engagierte er sich für den Weltfrieden wie zum Beispiel als Präsident des Britischen Rates für Frieden in Vietnam sowie zwischen 1979 und seinem Tod 1988 als Weltabrüstungskampagne (World Disarmament Campaign).

## Veröffentlichungen
Brockway, der wenige Monate vor seinem hundertsten Geburtstag verstarb, verfasste zahlreiche Bücher zu politischen Themen sowie vier autobiografische Werke.
- Is Britain blameless?, 1915
- Can Britain disarm?, 1920
- India and its government, 1921
- Lloyd George and the traffic in honours, 1923
- A new way with crime, 1928
- The Indian crisis, 1930
- Hands off the railmen’s wages!, 1931
- Hungry England, 1932
- The bloody traffic, 1933
- Will Roosevelt succeed?, 1934
- Purple plague, 1935
- Workers’ front, 1938
- Inside the Left, Autobiografie, 1942
- The way out, 1942
- Death pays a dividend, Mitautor Frederic Mullally, 1944
- German diary, 1946
- Socialism over sixty years, 1946
- Bermondsey story, 1949
- Bermondsey story; the life of Alfred Salter, 1951
- Why Mau Mau?, 1953
- African journeys, 1955
- 1960, Africa’s year of destiny, 1960
- Red liner, 1962
- African socialism, 1963
- Outside the Right, Autobiografie, 1963
- This shrinking explosive world: a study of race relations, 1967
- A great hope for peace, 1973
- Peace within reach, 1973
- The colonial revolution, 1973
- Towards Tomorrow, Autobiografie, 1977
- Britain’s first socialists, 1980
- 98 Not Out, Autobiografie, 1986

in deutscher Sprache
- Indien, Kaden, Dresden 1931
- Auf der Linken, Hamburg 1947